# Slave (chanson de François Feldman)
Pour les articles homonymes, voir Slave.
Singles de François Feldman
Demain c'est toi
(mai 1987) Je te retrouverai
(mai 1988)
Pistes de Vivre, vivre
Encore plus belle endormie
(5) Divine Eva
(7)
Slave est une chanson de François Feldman parue sur l'album Vivre, vivre en 1987. Elle est écrite par Jean-Marie Moreau et composée par François Feldman.
Elle est sortie en single en tant que troisième extrait de l'album en décembre 1987.

## Liste des titres
| A. | Slave                      | Jean-Marie Moreau | François Feldman | 3:35 |
| B. | Encore plus belle endormie | Jean-Marie Moreau | François Feldman | 3:00 |

| A1. | Slave (remix)              | Jean-Marie Moreau | François Feldman | 5:15 |
| B1. | Slave                      | Jean-Marie Moreau | François Feldman | 3:35 |
| B2. | Encore plus belle endormie | Jean-Marie Moreau | François Feldman | 3:00 |

| 1. | Slave                      | Jean-Marie Moreau | François Feldman | 3:35 |
| 2. | Amour de corridor          | Jean-Marie Moreau | François Feldman | 3:59 |
| 3. | Encore plus belle endormie | Jean-Marie Moreau | François Feldman | 3:00 |
| 4. | Slave (remix)              | Jean-Marie Moreau | François Feldman | 5:15 |

## Accueil commercial
En France, Slave s'est classé durant vingt semaines, de janvier jusqu'en mai 1988, dans le Top 50, soit cinq mois consécutifs. Il entre directement en 43e position et progresse jusqu'à atteindre la 5e position du Top durant la semaine du 26 mars 1988.
Il a été certifié disque d'argent par le Syndicat national de l'édition phonographique avec plus de 250 000 unités vendues.

## Classements et certifications

### Classements
| Classement (1988) | Meilleure position |
| ----------------- | ------------------ |
| France (SNEP)     | 5                  |

| Classement (1988) | Position |
| ----------------- | -------- |
| France (SNEP)     | 25       |

### Certifications
| Pays          | Certification | Date | Ventes certifiées |
| ------------- | ------------- | ---- | ----------------- |
| France (SNEP) | Argent        | 1988 | 250 000           |

## Historique de sortie
| Pays    | Date          | Format        | Label               |
| ------- | ------------- | ------------- | ------------------- |
| France, | décembre 1987 | 45 tours      | Big Bang, Phonogram |
| France, | décembre 1987 | maxi 45 tours | Big Bang, Phonogram |
| France, | 1988          | CD single     | Big Bang, Phonogram |
| Canada  | 1988          | 45 tours      | Big Bang, Philips   |